# 国鉄C57形蒸気機関車1号機

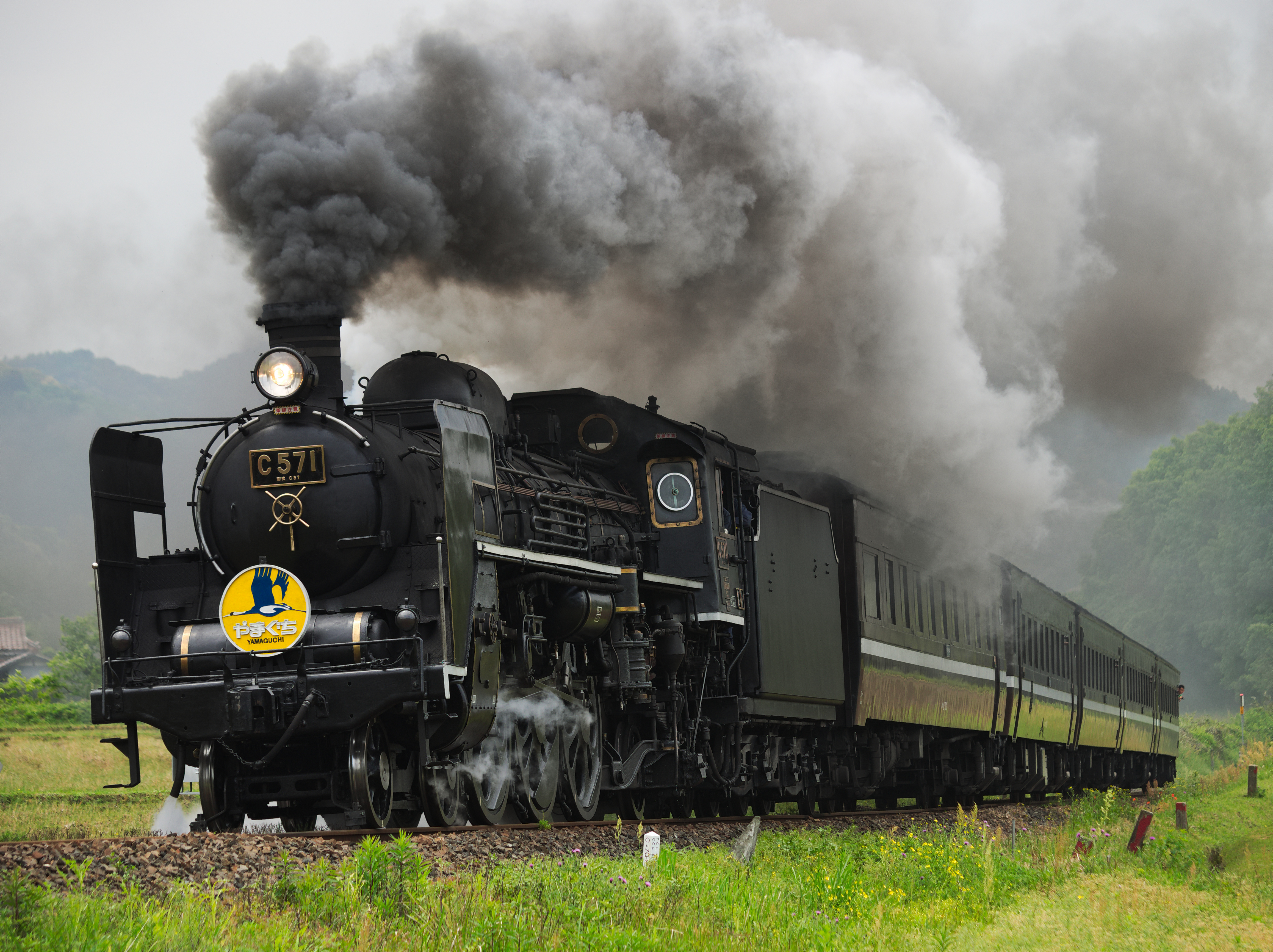
「SLやまぐち号」を牽引するC57 1

C57 1は、西日本旅客鉄道（JR西日本）が動態保存する蒸気機関車 (SL) で、日本国有鉄道（国鉄）の前身である鉄道省が製造したC57形蒸気機関車の1両である。

## 現役時代
1937年（昭和12年）3月22日に川崎車輛で落成（製造番号 1769）。後から発注された車両が先に完成したが、発注順に従いそれぞれC57 1とC57 2とされた。同年4月4日に水戸機関区に新製配置され、1939年（昭和14年）11月10日に宇都宮機関区（現・宇都宮運転所）に転属した。1945年（昭和20年）に宇都宮機関区で空襲に遭遇し、機銃掃射を受け損傷している。
以後、戦後にかけて東北本線で使用され、1949年（昭和24年）10月11日に千葉機関区に転属し、総武本線等で普通列車の牽引に使用されたのち、1954年（昭和29年）10月7日に新津機関区に転属し、羽越本線等で使用された。新津への転属時には、雪除けのためにキャブの屋根が延長され、ランボードにも、新津機関区の伝統でもある白線が入れられた。1958年（昭和33年）にボイラー載せ替えを実施した。
1961年（昭和36年）2月9日に、羽越本線村上 - 間島間にて急行「日本海」を牽引中、土砂崩壊現場に突入してしまったことで脱線転覆大破した。破損した車体は2か月以上にわたり事故現場に放置されていたが、4月27日に運び出され、長野工場（現・長野総合車両センター）で5か月にも及ぶ修復を受け、9月末に完了、運用への復帰を果たした。
修復が決定された理由として、トップナンバー機であることの他に、当時は輸送力が不足気味で機関車が足りなかったこと、ボイラーを載せ替えてから3年しか経過していないこと、台枠に損傷を負わなかったことなどがあるが、当時の新津機関区長の決断がその最大の理由である。先輪・先台車はC59戦前形の廃車発生品が数年間使用され、独特の丸穴ウェッブ付スポーク先輪をつけた姿が写真に残されている（その後C57形の廃車発生品に再交換された）。
事故から復旧後の同機は好・不調の時期が入れ替わっており、当時の乗務員の感想は「乗務割りをもらうと憂鬱になるカマ」や「トップナンバーに恥じない優秀なカマ」など、評価が分かれている。
1972年（昭和47年）3月14日の秋田行き821列車が最後の定期列車牽引となった。

1972年（昭和47年）5月の新潟県村上植樹祭開催の際に、羽越本線の新津 - 村上間でのお召し列車牽引機に指定され、その直前に土崎工場（現・秋田総合車両センター）にて全般検査を兼ねて特別整備を受けた。この際には各種ケーシングバンドの材質変更（鉄→真鍮）、煙室扉ハンドルの新製、手摺類の交換（ステンレス製）、ナンバープレート位置の下げ、砂箱前方の手摺の小型化、キャブ窓枠や、炭水車縁部への化粧板取付などの改装を実施している。なお、お召し列車は5月20日には新津 → 村上間で、22日には村上 → 新津間で運行された。同列車牽引後は、日出谷 - 新津間で数回特別運転を行った。現在の本機は、運転窓枠の金枠を含めて、このお召し列車牽引時の装飾等を多く残している。
その後、9月25日に佐倉機関区に貸与。9月30日と10月1日の両日に、千葉鉄道管理局管内で鉄道100年記念特別列車「なつかしのSL列車」号で使用された。
10月3日に梅小路機関区（現・梅小路運転区）に転属し、10月10日の梅小路蒸気機関車館（現・京都鉄道博物館）開館を他の保存機とともに迎えている。同館では、梅の花をデザインした煙室扉ハンドルが取り付けられたり、梅小路機関区式お召し装飾をすることが時折あった。
その後、一度も車籍を抹消されることなく、現在に至っている。
なお、新津時代には、のちに東日本旅客鉄道（JR東日本）によって復元されたC57 180とD51 498がともに在籍していた一時期（それぞれ1963年から1969年、1966年から1972年）があった。D51 498が新津に配転された1966年からC57 180が廃車された1969年までの3年間は、前記2両と本機が同時に新津に所属し、ともに活躍していた。

## SL復活運転のはじまり

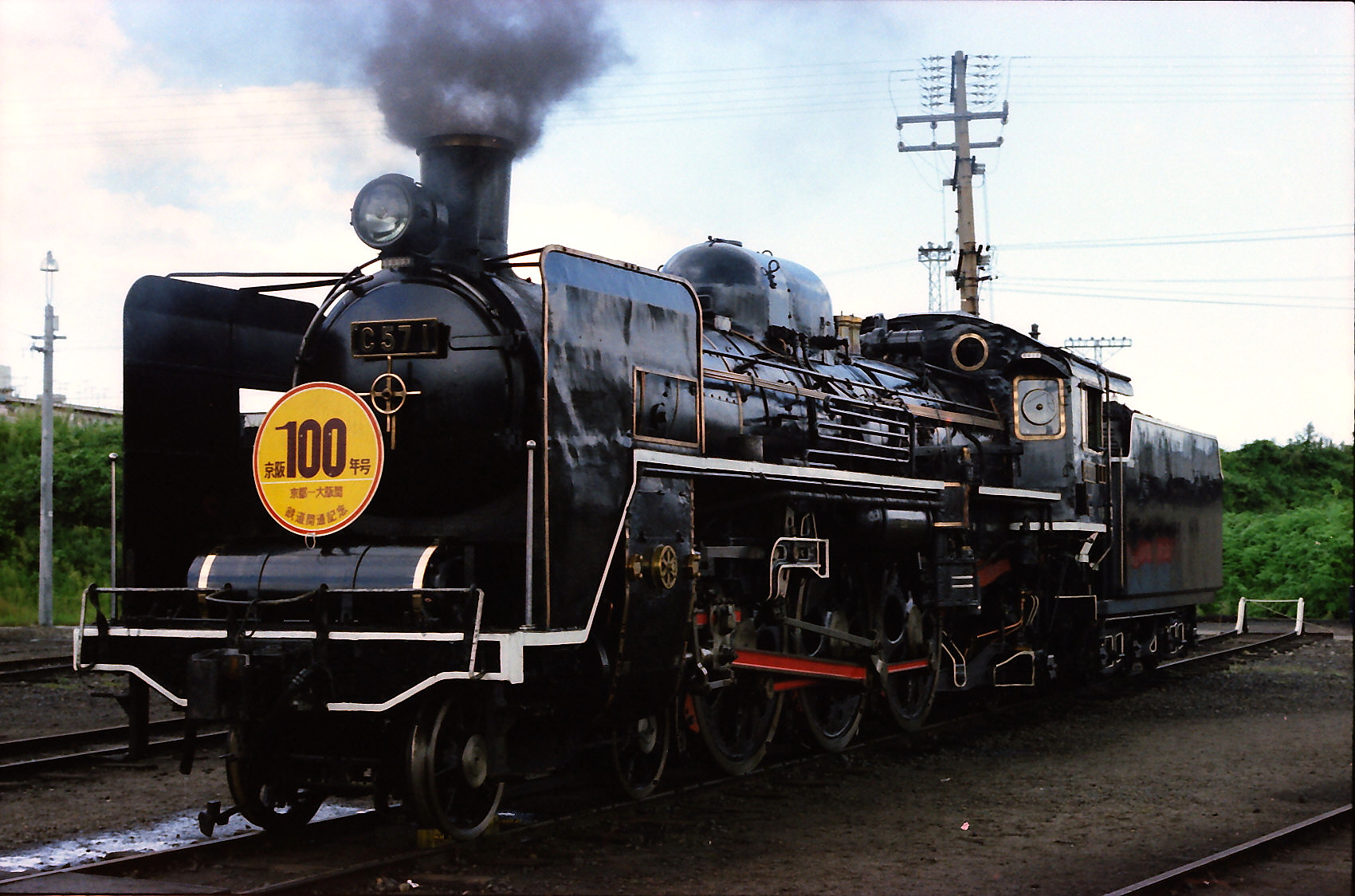
梅小路蒸気機関車館に動態保存されていた「京阪100年号」

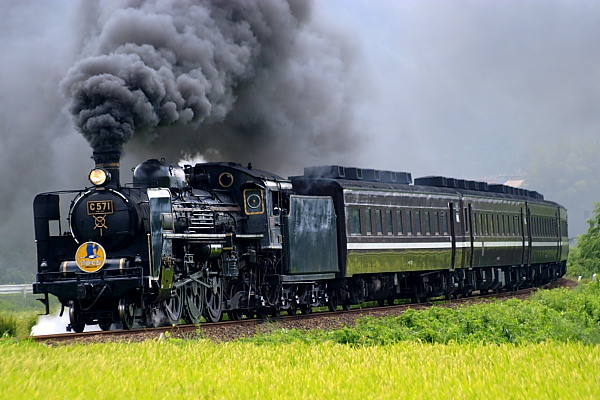
「SLやまぐち号」として山口線を28年間走り続けてきたC57 1（徳佐 - 船平山間、2006年8月20日）

SLが国鉄線上から消えても、人々のSLへの熱意は冷めることなく、SL現役時代末期のころから、SL復活への運動が起こった。このため国鉄は、梅小路蒸気機関車館で動態保存されていた本機による記念臨時列車「京阪100年号」（客車は12系を使用）を京都 - 大阪間で運行した。この際、沿線は大変な騒ぎとなり、復路の運行中に人身事故が発生する事態になった（詳しくは京阪100年号事故を参照）。この事故のほか、梅小路蒸気機関車館で保存されているSLの定期検査を担当していた長野工場が、1976年（昭和51年）限りでSLの検査を打ち切ったこともあり、国鉄におけるSLの動態保存自体が危ぶまれるようになった。
1978年（昭和53年）1月5日の朝日新聞朝刊において、当時の高木文雄国鉄総裁が「蒸気機関車は産業革命の原動力となった人類の科学遺産。動く蒸気機関車を残すことは子供たちへの教育的な価値も大きい。1か所でもいいから営業線で列車を引かせたい。」と語った。のちに高木は大井川鉄道（現・大井川鐵道）を視察している。そして同年12月の国鉄本社役員会で、1979年（昭和54年）からSLの復活運転を行うことが決定された。
京阪100年号事故の反省や、その他様々な検討結果から、運転線区は都心部から遠く、沿線に有名観光地を抱え、かつ新幹線と接続している山口線となり、牽引機には本機が抜擢された。運行区間については、転車台を含めたSLの運行に必要な設備が残されていることから、小郡（現・新山口） - 津和野間に決定された。全般検査は、鷹取工場にSLの検査設備を復活させて行うこととなった。これが現在蒸気機関車牽引列車（SL列車）を代表する「SLやまぐち号」である。運行に当たっては労働組合からの要求により、煙突に集煙装置と、炭水車に重油タンクが搭載された。しかし集煙装置は過去にC57が装備したこともあり、外観上もスマートで小ぶりな鷹取工場製の物は図面が見つからなかった（写真から寸法割り出しも上手くいかず）ため、図面が残っていた長野工場（こちらもC57用は見つからず）のうち煙突から運転室までの距離や山口線でのトンネル内でのバランスなどからD51形用集煙装置を改良して搭載した。また、集煙装置は手動式で蓋の開閉を考えていたが広島局の要望で空気捜査式に変更され、シャッター開閉用動力には181系特急電車の廃車発生品であるドアエンジンを流用し、外観に響かないように、集煙装置本体右側面ケーシング内に設置している。集煙装置の搭載に際し、煙突の切り詰めが必要となったが、他の集煙装置搭載の姉妹機と異なり、切除量を最小限にとどめた（約100 mm）ため、高い位置に同装置が載ることとなった。その点がそれ以前との外観上の大きな違いである。近年は同装置を外した状態での運行が多く行われているが、その際は切り詰められた煙突長を補うためにスペーサーを介して回転式火の粉止めが装備されている。また、ナンバープレートが番号の下に形式を表示した戦前の様式のものに交換されたが、色は黒ではなく赤（赤色2号）で塗られている。
2006年（平成18年）、「梅小路の蒸気機関車群と関連施設」として、準鉄道記念物に指定された。
2007年（平成19年）3月22日に、本機は竣工70周年を迎えた。同年度の「SLやまぐち号」運行はその前日となる3月21日に開始となり、同日には同年度の運行開始と本機竣工70周年を記念して、公募により選考された特別ヘッドマークを正面とデフレクター（除煙板）に掲げて運行された。この際、本機は4月28日から30日に1972年のお召し列車牽引時の姿を再現するかのように特別整備が実施された。菊の御紋や日章旗こそなかったものの、復活蒸機においてお召し仕様が再現されたのは、大井川鐵道のC11 190以外では初となる。さらに10月の運行日では、2006年（平成18年）のラストランに実現したのと同様、真っ黒なC57 1として原型仕様に加えて、除煙板のバイパス弁点検窓を塞ぐ配慮も施された。
2014年（平成26年）8月1日に「SL復活運転35周年」を迎えた。これを記念して、「SLやまぐち号」は35周年記念のヘッドマークを年中掲出し、8月23日の山口線全線復旧から同年の定期運行最終日の11月23日までの期間中、本機に同ヘッドマークが取り付けられた。
2017年（平成29年）5月18日、中華民国のCT273「仲夏宝島号」と姉妹列車協定を結ぶことが明らかとなる。

## 度重なる故障と修繕
本機は復活運転開始後も、数多くの困難を乗り越えてきている。
「SLやまぐち号」として復活して以降の1985年（昭和60年）初頭に、鷹取工場で国鉄時代最後の解体修繕が行われた。鷹取工場に残っていないもしくは新造できない部品は、全国の国鉄工場に残されていたものをかき集めたほか、静態保存されている機関車の物を使用するなどの措置がとられた。新造となった車軸については、動輪に圧入するプレス機械が鷹取工場にはなく、全国の工場に打診した結果、北海道札幌市の苗穂工場に動輪の転削装置とともに残っていることが判明した。新しい動輪と車軸を現地に送り、車軸の圧入と動輪の切削が行われた。この修繕の模様はNHK特集での番組化をはじめ、各種メディアで報道されている。しかし現在はその装置も使用不可の状態となり、現在は大阪府にある日本製鉄(旧：住友金属工業)関西製鉄所が、全国のSLの動輪の検査・修繕を一手に引き受けている。

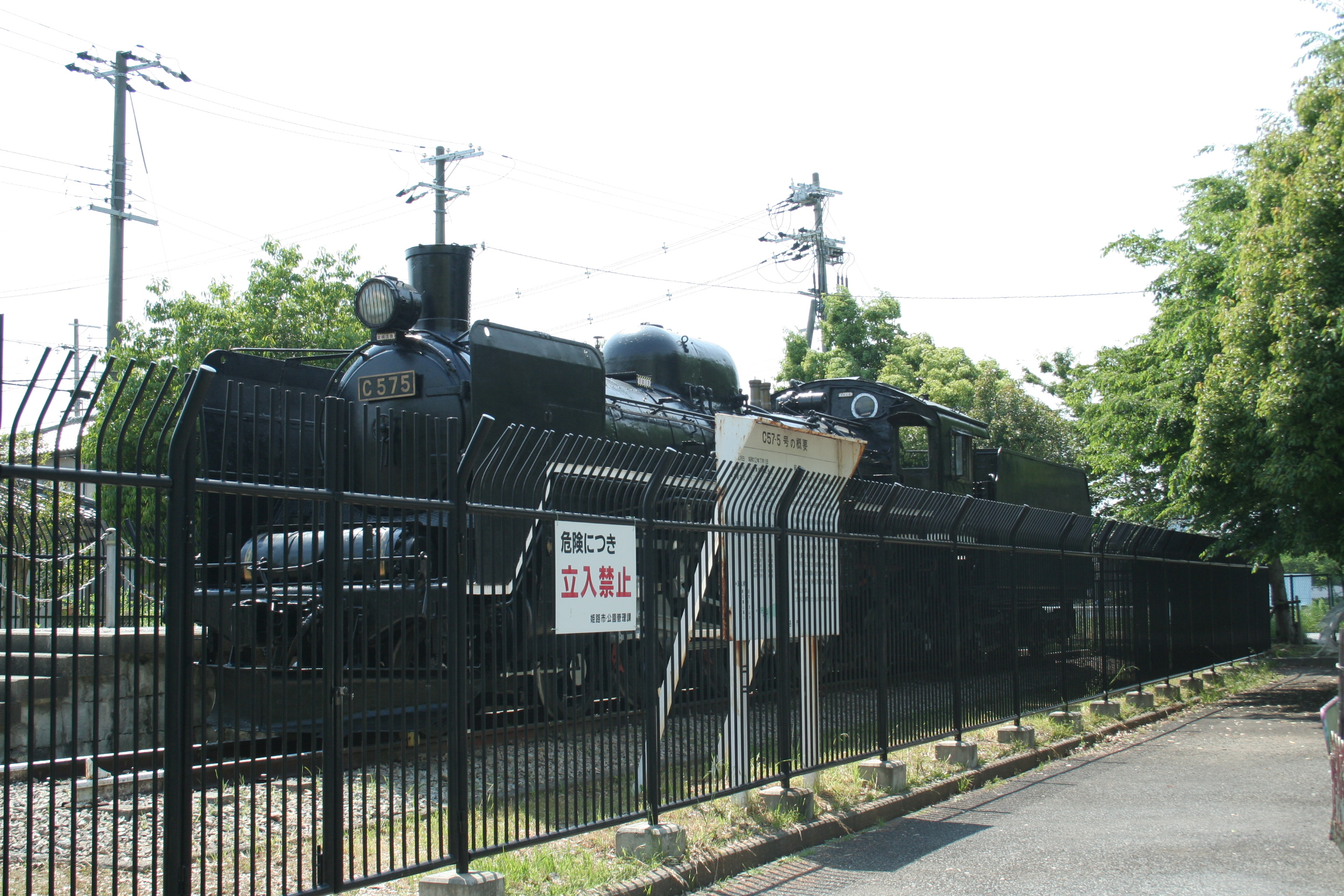
御立交通公園に保存されているC57 5（2009年5月13日）

1995年（平成7年）には、検査のため鷹取工場に入場中、阪神・淡路大震災に遭遇し、ジャッキ上にあった同機は転落、ボイラーをはじめ、いたる所が大きく損傷したが、同工場の努力によりすべて修復された。その背景の一つとして、鷹取工場から遠くない位置（兵庫県姫路市御立交通公園〈現・御立公園〉）に同一メーカーで同時期に製造されたC57 5が静態保存されていたことが幸いし、同機のあらゆる部品が本機に流用され、再復活に大きく貢献している。またこれ以降も本機で故障あるいは破損が発生した、新品調達の困難な部品の一部については、代品がこのC57 5から供給されている。同機は国鉄OBをはじめとするボランティアの尽力で、部品盗難もなく、良好なコンディションを維持していたという幸運もあった。
また、2005年（平成17年）末から2006年（平成18年）4月まで、梅小路運転区において全般検査が再度行われ、動輪の切削、ボイラー、台枠の補修など様々な修繕が行われた。これに先立ち、2005年（平成17年）の「SLやまぐち号」での運行中に、重大な不具合を起こしてしまい、10月にはDD51形による牽引運転となる事態にまで至った。この全般検査ではその不具合を起こした部品をすべて修繕し、寿命を今後25年にまで延ばす努力がなされた。検査後の本線試運転の際に動輪軸受の一部に異常発熱が発生し、予定より1か月遅れとはなったが、この不具合も無事修繕されている。この時の模様も同年NHKで放送されたハイビジョン特集『SL復活!C57 1よ永遠に』で紹介されている。なお、この予定外の修繕期間延長に伴い、本機の代替として実施されていたC56 160の山口線貸出が1か月延長され、このため本来はC56 160を充当予定だった「SL北びわこ号」が全般検査完了後最初の営業運転となった。
なお、梅小路蒸気機関車館での車両検査後の本線試運転では、京都駅から米原駅までEF65電気機関車またはDE10形に牽引されて、米原駅から木ノ本駅まで本機牽引で運転される。木ノ本駅から米原駅への復路はバック運転（逆機）で走行する。この際、SL伴走車として宮原総合運転所所属のスハフ12 129と、非常時救援用に回送牽引機のEF65形またはDE10形も連結して運転される。運転内容としては、高速運転（85 km/hまで加速）、非常ブレーキ使用時の制動距離の測定をはじめ、動輪の軸焼けが発生していないかなどのテストが実施される。また、折り返し木ノ本駅から米原駅へは「SL北びわこ号」でも現在行われなくなったSL先頭の逆機を、試運転の一環として行っており、全国的にも貴重な大型テンダー機関車の逆機を見ることができる。
2009年（平成21年）1月26日には、老朽化していた炭水車の車体を新製、梅小路運転区において交換した。新製を担当したのはジェイアール西日本テクノス。元の図面が散逸していたため、現物から設計図を起こしている（リバースエンジニアリング）。同年8月1日には「SLやまぐち号」運行開始30周年を迎えた。
2009年（平成21年）末から2010年（平成22年）4月まで、梅小路運転区において全般検査が行われ、この全般検査で「SLやまぐち号」運行開始から30年を経たボイラーその物の改修が行われ、この改修では煙室管板と火室管板そのものの新製交換も行われた。
2013年（平成25年）9月から2014年（平成26年）6月まで、梅小路運転区において全般検査が行われ、台枠やシリンダーなど走行の要となる足回りでもいくつかの部品の新製が実施された。この全般検査はこれまでにない長期間をかけた修繕作業となった。なお、この全般検査の実施を境にして、長年に渡って使用してきた集煙装置を破棄し、C57 1本来の姿のままでの運行継続としていくこととなり、のちに同装置を作動させるための空気作用管の撤去工事が行われている。
こうして本機は2005年（平成17年）以降、全般検査ごとに一部分の新製化を行い、延命工事完了の2014年（平成26年）の時点では大部分の部品が新製化されたこととなっている。
なお、2013年（平成25年）6月に「SLやまぐち号」運行中に汽笛にクラックが発生し、音階がずれた。直後に津和野駅で静態保存されているD51 194から一部の部品を流用しての応急措置を行い、それまでの音調に若干のズレが発生した。そこで2015年（平成27年）運行時に、音色の調整が施され音調もかつての音色を残しつつ1980年代運行時に近いものに設定された。現在は新品部品に交換されており本体等は本機のオリジナルを使用しているが、部品の交換や調整により何度か音色の変化も見られている。ちなみに2015年（平成27年）の最後の運行である11月の団体臨時列車「SLよみうりロマン号」運行の際、C61 20に近い音響配置を特別に実施した。しかしこの調整処置が災いして、直後の梅小路返却時からそれまでの本機のイメージとかけ離れた汽笛の音色を放つこととなり、2016年（平成28年）4月ではまもなく本線復帰するD51 200をイメージした雄々しく野太い音調になっていた。こうして様々な調整を繰り返した末、同年6月ごろには2015年（平成27年）運行時に近い状態に復されている。
2014年（平成26年）7月5日に「SLやまぐち号」の運用に復帰したが、同月13日の運行時に本機に不具合が発生したため、再度修繕を行うため運用を一時離脱すると発表。不具合の内容についてJR西日本のニュースリリースでは明らかにされていないが、動輪の車軸の一部が通常よりも高温になるトラブルがあったと報じられている。なお、この不具合の修繕では梅小路運転区には戻さず、幡生駅に隣接する下関総合車両所本所にて行われている。同年8月23日の山口線全線復旧に合わせ、C56 160との重連運転で運用に再び復帰したが、11月に入ると不具合が多発し、3日は汽笛が鳴り止まない不具合で復路の徳佐駅出発が遅れ、9日は速度計が動かなくなる不具合で復路が運休となった。さらに、その後も発電機が故障しATSへの十分な電力供給ができなくなり、11月22・23日の運行はDD51 1043を前補機として運行し、同年レギュラー運行は満足できない形で終了した。その後も不具合は続き、2014年（平成26年）12月20・21日に運行された「SLクリスマス号」ではDD51 1043を前補機に、2015年（平成27年）1月1日から3日に運行された「SL津和野稲成号」ではDD51 1043との重連で運行された。運行後、梅小路運転区（梅小路蒸気機関車館）に戻り、中間検査Aを受けた。
2015年（平成27年）2月17日に、米原操車場 - 木ノ本駅間で本線試運転が行われる予定であったが、梅小路運転区から米原操車場へ向かう途中で不具合が発生したため、試運転は米原操車場にて中止された。その後、不具合を解消して同年3月1日の「SL北びわこ号」に予定通り充当されている。
2016年（平成28年）12月から2017年（平成29年）2月にかけて行われた中間検査Aでは、保安設備の増強工事が実施され、ATS発電機がタービン発電機と同型の大型式に変更された上、タービン発電機も含め2基分の発電機故障時の非常用バッテリーが発電機の前部（安全弁の後部）に追設された。また、ヘッドライトの交換工事が行われ、シールドビームタイプであるLP405形に、既存である大型のLP403形のライトケースで艤装する姿に変わり、それまでの本機の外観印象に変化がみられることとなった。
2017年（平成29年）2月22日に行われたEF65 1133との本線試運転において不具合が発生し、途中で中止された。そのため、3月5日に予定されていた「SL北びわこ号」の牽引がC56 160に変更された。翌6日に再び本線試運転が行われた後、「SLやまぐち号」牽引のため山口へ回送された。

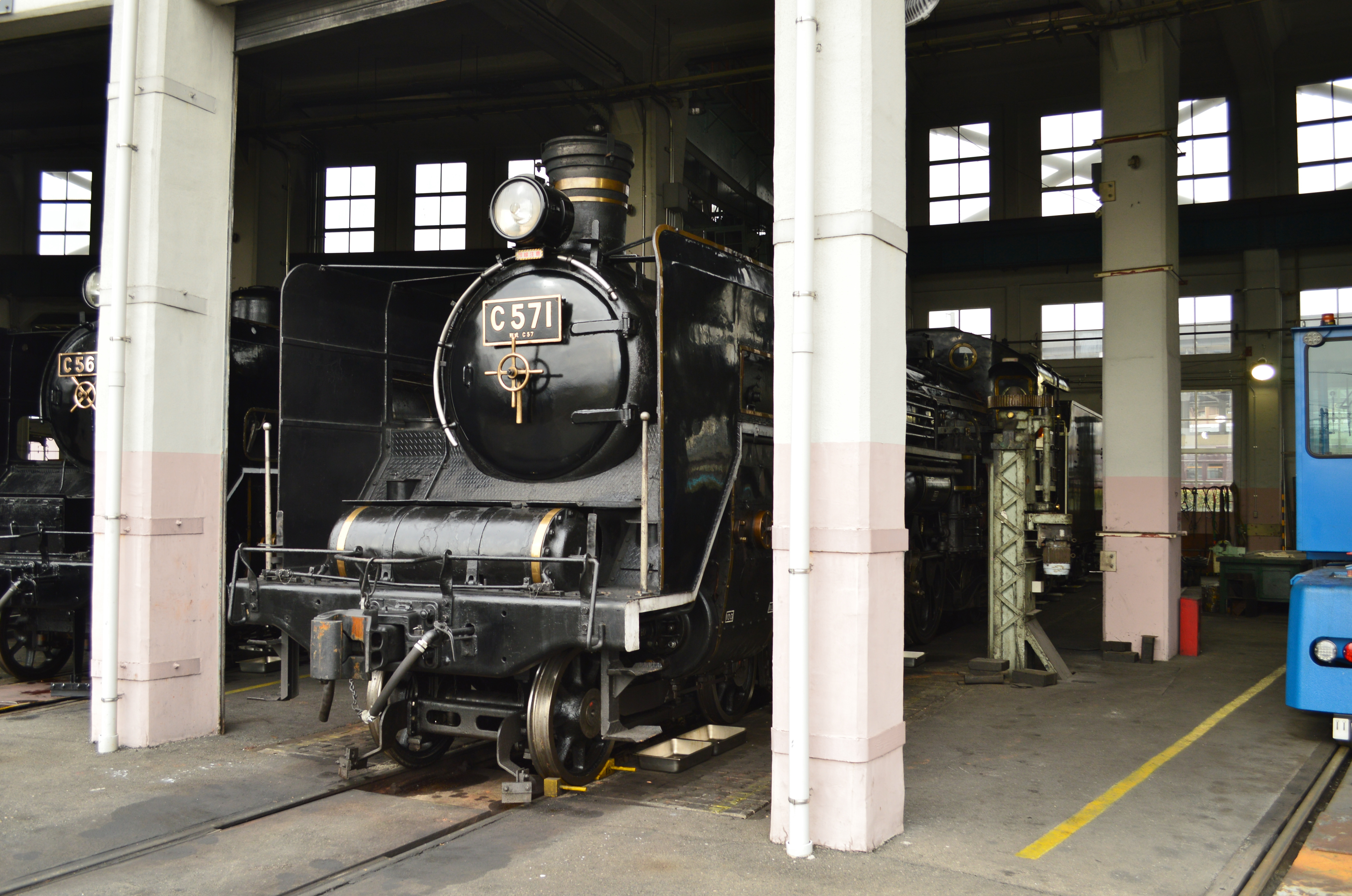
京都鉄道博物館にて

2020年（令和2年）10月10日、上り津和野発新山口行きの「SLやまぐち号」を牽引中、津和野 - 船平山間でシリンダートラブルを起こし立ち往生、運行が打ち切られた。梅小路運転区で修繕を受けることが同年10月15日に決定、同10月20日に入場した。これにより、同月17・18日の運行はDD51 1043による牽引に変更。同24日から11月22日までの運行日は、D51 200が代行することになった。その後、修理の目途が立たず長らく梅小路運転区に留置されていたが、2023年10月から同運転区にて全般検査が行われている。

## 臨時列車としての運行記録
「SLやまぐち号」と「SL北びわこ号」以外の臨時列車としての運行記録は、以下のとおりである。
- 1988年（昭和63年）3月6日 - 京都 - 米原 - 長浜間「長浜楽市号」
- 1989年（平成元年）2月11・12日 - 七尾線金沢 - 穴水間「SLときめき号」
  - C56 160も牽引機に加わり、重連で運行された。
- 1989年（平成元年）4月16日 - 芸備線広島 - 三次間「SLみよし号」
- 1990年（平成2年）2月10 - 12日 - 七尾線金沢 - 穴水間「SLときめき号」
  - C56 160も牽引機に加わり、重連で運行された。
- 1990年（平成2年）3月17・18日 - 大社線出雲市 - 大社間「SL大社号」
  - 大社線の廃線を記念して運行された。
- 1990年（平成2年）4月15日 - 芸備線広島 - 三次間「SLみよし号」
- 1990年（平成2年）10月27日 - 山口線津和野 - 益田間「SL人麿・雪舟号」
- 1991年（平成3年）2月9 - 11日 - 七尾線金沢 - 穴水間「SLときめき号」
  - C56 160も牽引機に加わり、重連で運行された。
- 1991年（平成3年）3月17日 - 山陽本線岡山 - 和気間「SL山陽号」
  - 12系レトロ客車を牽引。展望車風客車および明治風客車が方向転換され、前者は大正風客車の和気方（車内販売コーナーのある側）に、後者は欧風客車の岡山方（便洗面所のある側）に連結された。
- 1991年（平成3年）4月14日 - 芸備線広島 - 三次間「SLみよし号」
  - C56 160も牽引機に加わり、重連で運行された。
- 1992年（平成4年）10月9日 - 美祢線厚狭 - 長門市間「SL青海島号」[14]
- 1993年（平成5年）4月11日 - 芸備線広島 - 三次間「SLみよし号」
- 1993年（平成4年）11月12日 - 美祢線厚狭 - 長門市間「SL寝太郎号」
- 2000年（平成12年）3月12日、10月21日 - 下関 - 小郡間「SLみらい号」

## C57 1主な登場番組
NHK
- NHK特集 「よみがえれ貴婦人Ｃ５７１～最後のＳＬ解体修理～」
- NHK大河ドラマ「いのち」（1985年1月5日放送「帰郷」）冒頭付近で集煙装置を外した状態で主人公たちが乗る列車を牽引する場面に登場している。
- 新日本紀行鉄道シリーズ (1) SLふるさとに帰る - 国鉄山口線 -
- 新日本探訪「汽笛よ響け〜滋賀県 米原町〜」
- ハイビジョン特集「SL復活 C571よ 永遠に」
- ふるさと発 「〜古希を迎えた貴婦人〜」
- ふるさと発 「ふるさとを走り続けて～ＳＬやまぐち号３０年～」

フジテレビ
- 銀河鉄道999
  - スペシャルのオープニングで前半のみ合成映像を流している。

BSフジ
- 旅するハイビジョン 全国百線鉄道の旅
  - 第1回：SLやまぐち号と山口線（山口県小郡駅〜島根県益田駅）
  - 第18回：SLよ永遠に（山口線）

フジテレビONE
- みんなの鉄道
  - #24 山口線 ※初回放送日：2005年（平成17年）5月23日
    - 何度も再放送されている。
- 新・みんなの鉄道
  - #44 【鉄道の日SP】SL特集！ ※初回放送日：2017年（平成29年）10月14日
    - 何度も再放送されている。

サスペンス
- 鉄道警察官・清村公三郎4　SL貴婦人　殺意の小京都
- 点と線 2007年 テレビ朝日